# Elaphoglossum pallidiforme
Elaphoglossum pallidiforme är en träjonväxtart som beskrevs av John T. Mickel. Elaphoglossum pallidiforme ingår i släktet Elaphoglossum och familjen Dryopteridaceae. Inga underarter finns listade.